# Изяслав Ярославич (князь лукский)
Изясла́в Яросла́вич (ум. 9 июля 1198) — сын новгородского князя Ярослава Владимировича.
Посланный отцом в 1197 княжить в Луки (сейчас Великие Луки), в следующем году скончался. Похоронен в Юрьевом монастыре.
Умер в один год с Ростиславом (дата смерти — 20 июня), другим сыном Ярослава; в новгородской Первой летописи «Тои же весне преставистася у Ярослава сына 2: Изяслав бяше посаженъ на Лукахъ княжити и от Литвы оплечье Новугороду, и тамо преставися; а Ростиславъ Новѣгородѣ; и оба положена у святого Георгия въ манастыри».
Существует предположение, что новгородская берестяная грамота № 601 описывает список расходов, связанный с похоронами княжичей в Юрьевом монастыре. В грамоте упоминаются две симметричные выплаты князя и княгини, выплаты за сани (на Руси сани использовались как катафалк при похоронах даже летом), мешок и попоны, выплаты посаднику (вероятно, Мирошке Несдиничу) и «крытное» — плата за какое-то «покрытие» (возможно, за работу могильщиков).